# Madison Avenue
Madison Avenue je severo-jižní avenue na Manhattanu v New Yorku. Vede z Madison Square (na 23. ulici) na Madison Avenue Bridge na 138. ulici. Prochází Midtownem, Upper East Side a Harlemem. Je pojmenována po Madison Square, které je pojmenováno po 4. prezidentovi Spojených států, Jamesi Madisonovi. Od roku 1920 bylo jméno ulice synonymem pro americký reklamní průmysl.
Madison Avenue nebyla součástí původní sítě ulic New York City, byla postavena mezi Park Avenue a Fifth Avenue v roce 1836.